# Nedžad Husić
Nedžad Husić, född 15 september 2001, är en bosnisk taekwondoutövare. Han föddes i Sarajevo Han tävlar primärt i lättvikt eller weltervikt. Husic började utöva taekwondo redan som treåring och har sin pappa Haris Husic som tränare. Han tillhör föreningen Novi Grad Sarajevo.